# Boxted (Essex)
Boxted is een civil parish in het bestuurlijke gebied Colchester, in het Engelse graafschap Essex met 1379 inwoners.